# Quin Friary

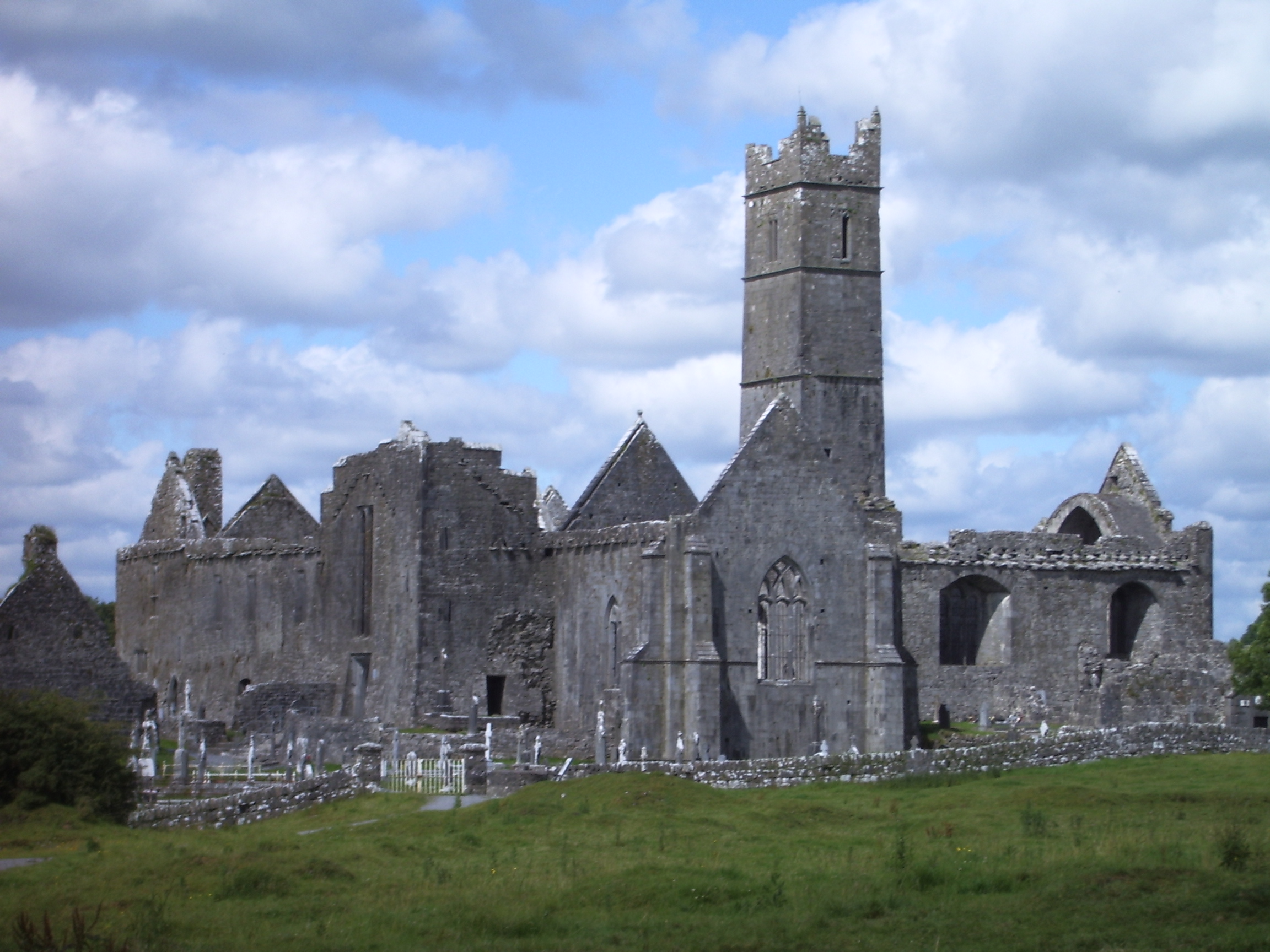
Die Quin Friary

Die Quin Friary (irisch Mainistir Chuinche) ist ein ehemaliges Franziskanerkloster in Quin im County Clare im Westen der Republik Irland. Im Volksmund wird das Kloster als „Quin Abbey“ bezeichnet, was jedoch irreführend ist, da es niemals eine Abtei war.
Das Kloster wurde auf den Ruinen einer normannischen Burg errichtet. Diese war um 1280 von dem Adligen Thomas de Clare (1244–1287), Lord of Thomond, als quadratische Anlage mit vier runden Ecktürmen errichtet worden. Im Jahre 1318 tötete die Garnison der Burg den irischen Clanchef der Uí Lideadha (anglis. O’Liddy), woraufhin es Iren vom Clan der Uí Caisín, unter Cúmheadha Mac Conmara (anglis. Cuvea MacNamara) gelang, die Burg zu erstürmen und die Mauern teilweise zu schleifen.
Um 1350 war bereits ein Kirchengebäude auf den Ruinen der Burg errichtet worden, welches jedoch nahezu vollständig dem Neubau einer Klosterkirche weichen musste, als sich die Familie der MacNamaras dazu entschloss, Franziskaner nach Quin zu holen und ein Kloster zu stiften. Das genaue Gründungsdatum ist umstritten, jedoch existiert eine päpstliche Bulle von 1433, die die Gründung genehmigt. Der Kunsthistoriker Harold G. Leask hält einen früheren Gründungstermin aus stilistischen Erwägungen heraus für unwahrscheinlich.
Die Klosterkirche wurde im südlichen Teil der ehemaligen Burg mit Langhaus, Chor, Vierungsturm und einem südlichen Querhaus errichtet, der vormalige Burghof wurde zu einem Kreuzgang umgestaltet.
1541 wurde das Kloster durch Heinrich den VIII. aufgehoben, der den Einfluss der römisch-katholischen Kirche in Irland brechen und sich ihres Vermögens bemächtigen wollte. Einzelnen Franziskanerbrüdern gelang es jedoch, unter ärmlichsten Verhältnissen lebend, bis ins 17. Jahrhundert im verfallenden Kloster zu überleben.
Die Klosterruine ist heute verschlossen, der Schlüssel zur Pforte ist jedoch im nahen Ort ausleihbar. In unmittelbarer Nähe westlich der Friary befindet sich die Ruine der St. Finghin’s Church, die in den Jahren 1278 bis 1285 erbaut worden ist.

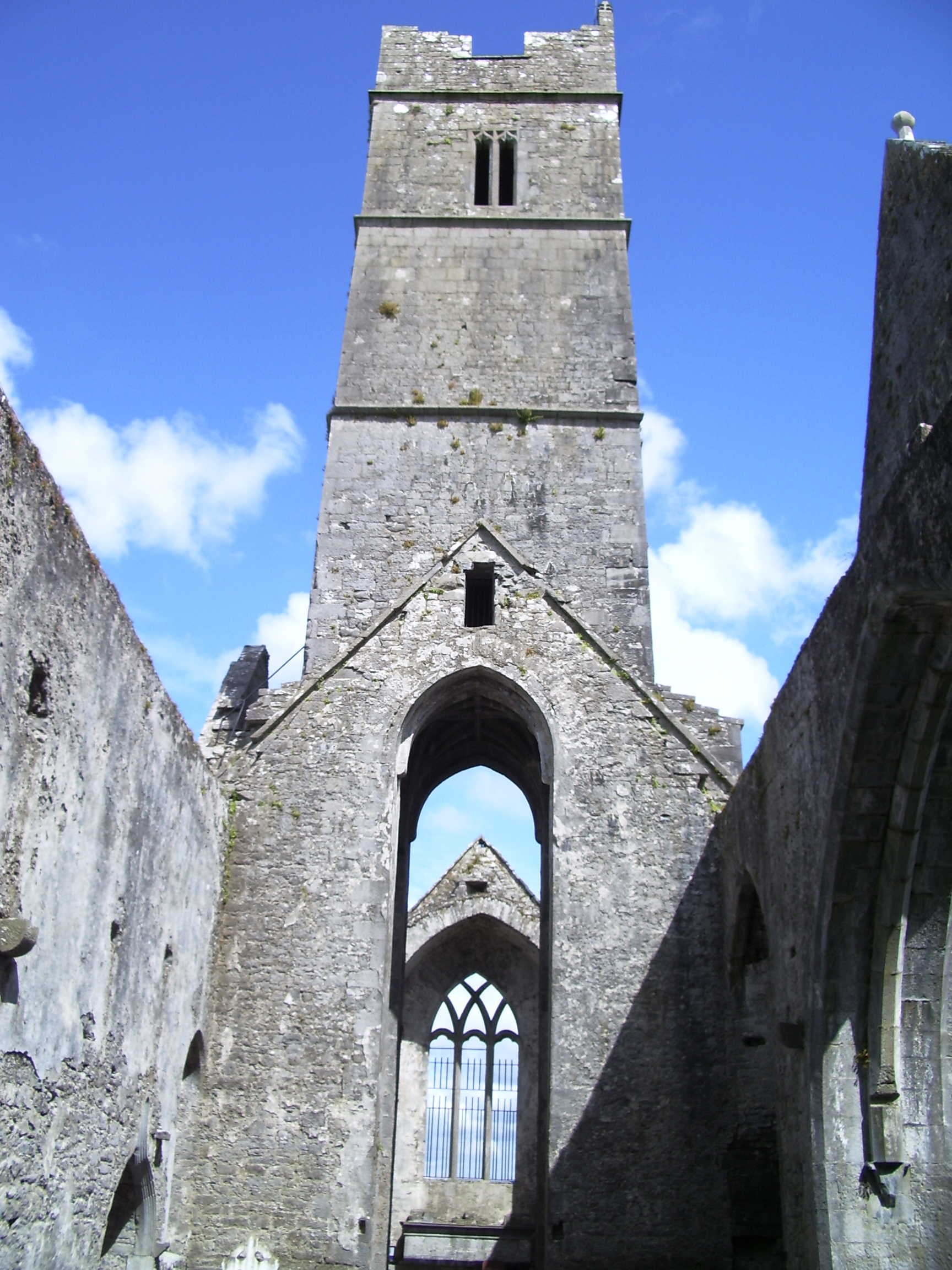
Der Vierungsturm
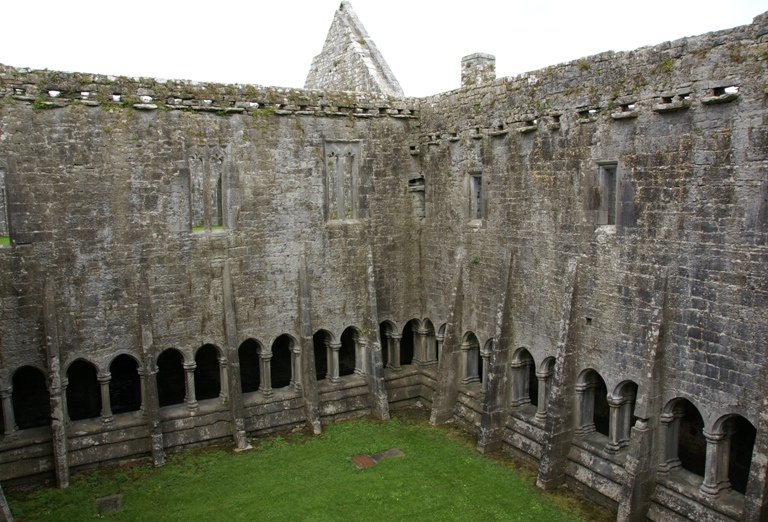
Der Innenhof mit dem Kreuzgang
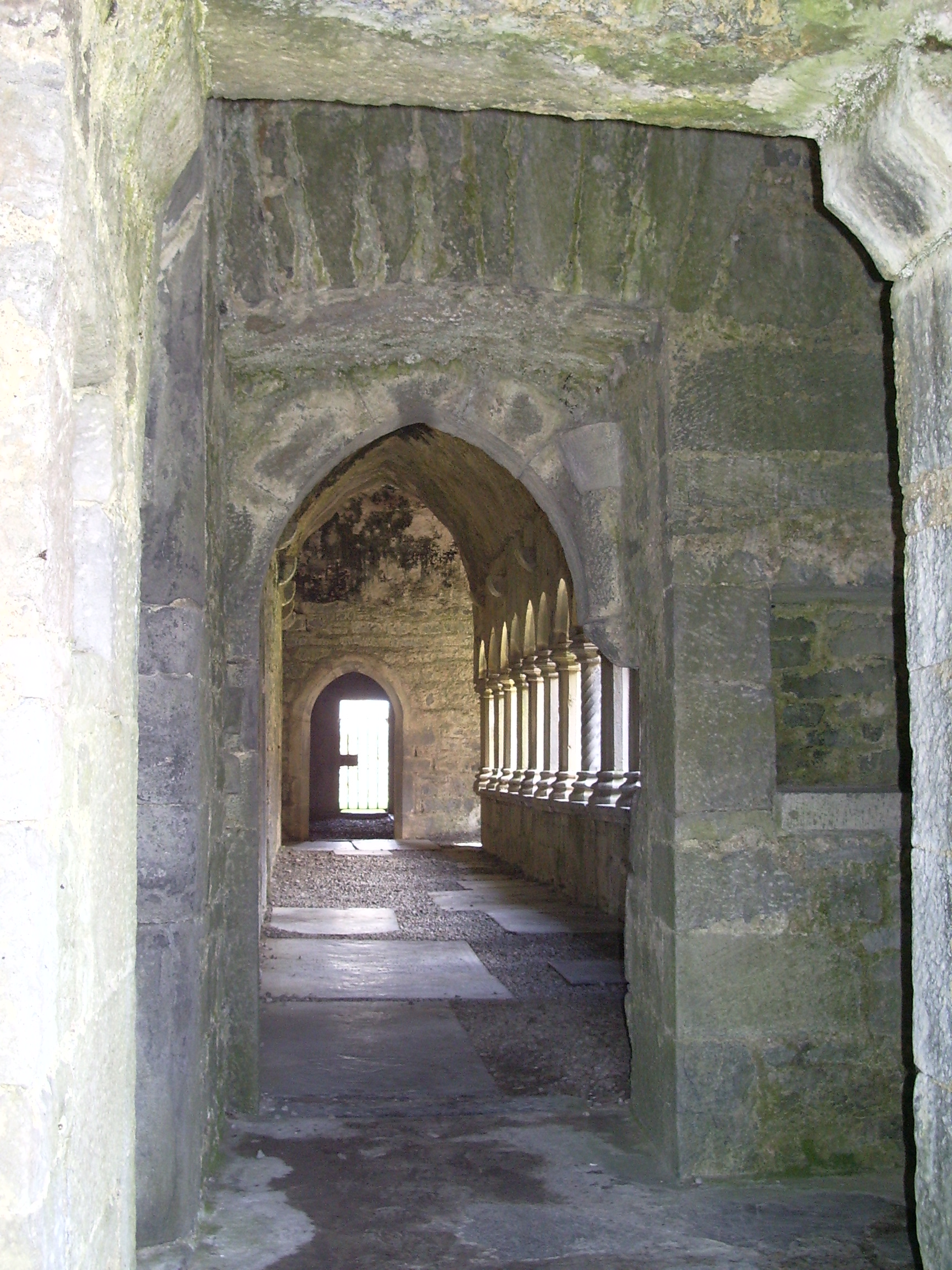
Blick in den Kreuzgang
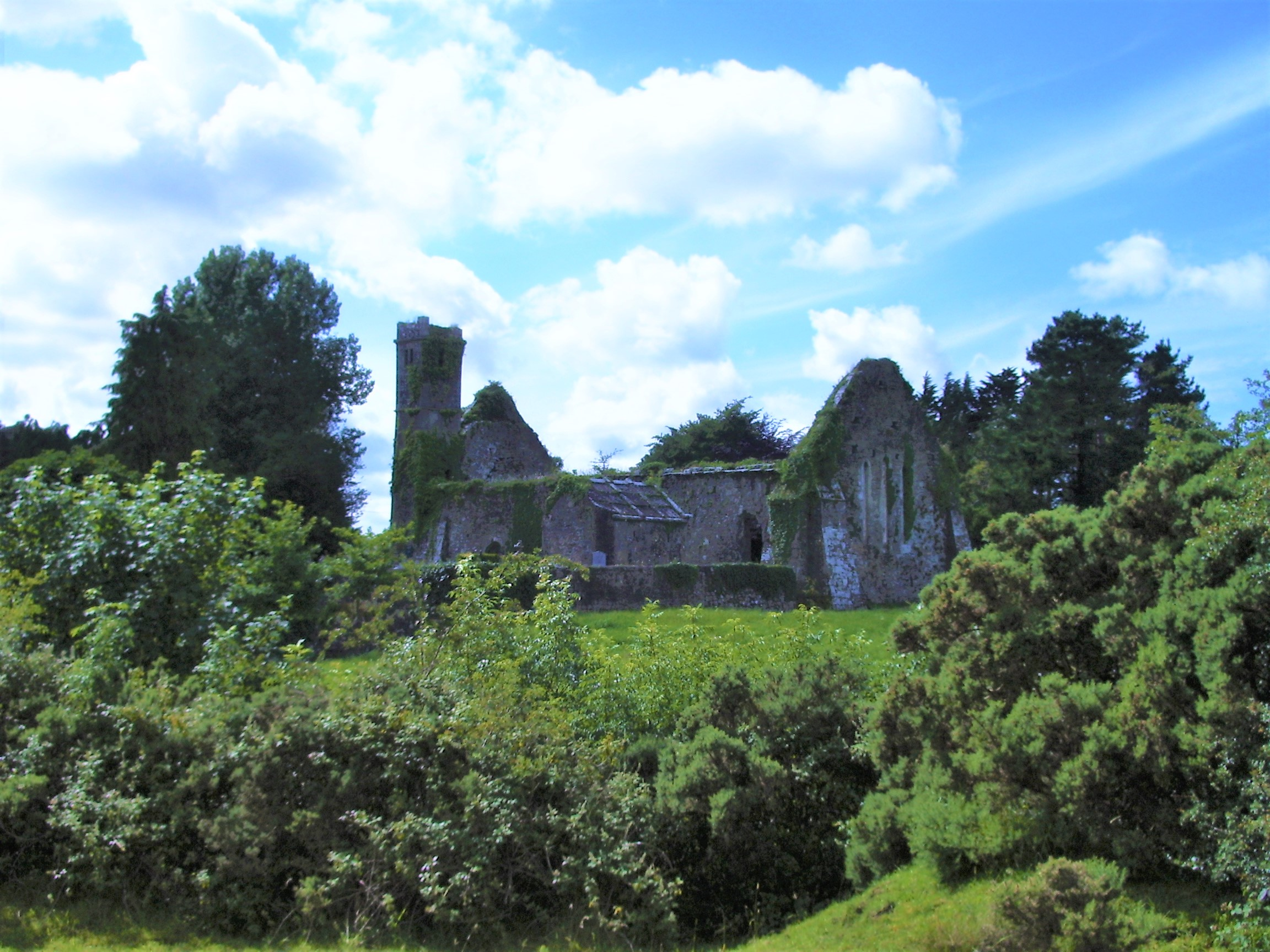
Ruine der St. Finghin’s Church